# Joseph Weber (Bischof)

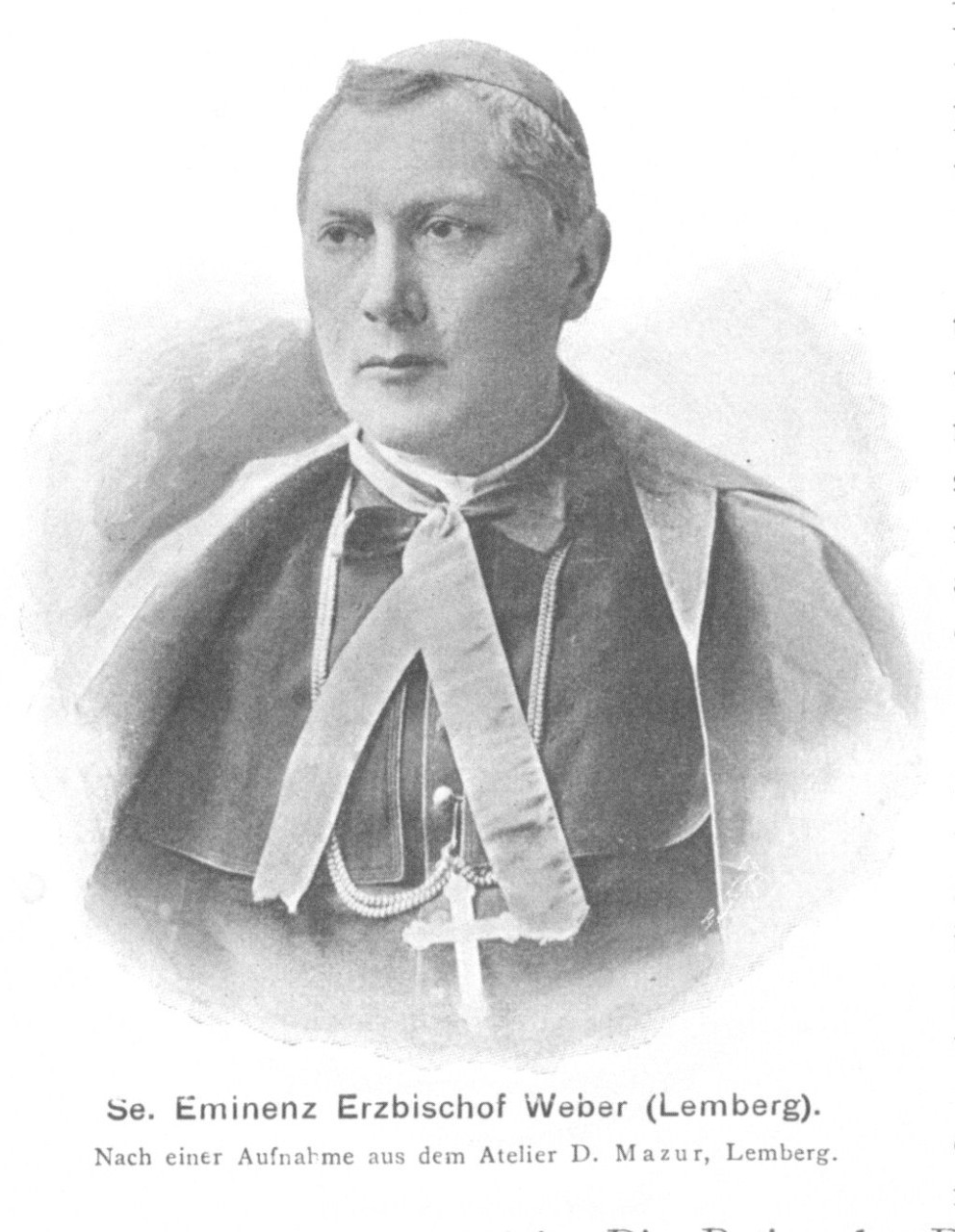
Joseph Weber im Jahre 1902

Joseph Weber CR (* 12. Juni 1846 in Fürstenthal, Sucevița, Bukowina; † 24. März 1918) war ein römisch-katholischer Erzbischof.
Mit 49 Jahren wurde Weber mit Wirkung vom 2. Dezember 1895 zum Titularbischof von Temnus und zum Weihbischof im Erzbistum Lemberg berufen. Fünf Jahre später erfolgte dann die Ernennung zum Erzbischof als persönlicher Titel am 15. April 1901, er erhielt den Titel des Titularerzbischofs von Darnis in Ägypten und wurde damit zum Nachfolger von José Pereira da Silva Barros.
Mit Wirkung vom 26. Mai 1906 legte Weber fast alle seine Ämter nieder und trat der Ordensgemeinschaft der Resurrektionisten bei, in der er am 24. Juni 1906 die Profess ablegte. Im Alter von über 71 Jahren starb er dann am 24. März 1918.